# عبسان الكبيرة
عبسان الكبيرة هي بلدة في المنطقة الشرقية إلى الجنوب الشرقي من مدينة خان يونس وتبعد عنها 4 كم وترتفع 75 متر عن سطح البحر، يصلها طريق يربطها ببني سهيلة وخزاعة، ويمر فيها طريق رئيسي يربطها بمدينة بئر السبع عن طريق العمارة.

## التسمية
يربط بعض المؤرخين أهل عبسان بـ «عائلة عبيس»، ومن المرجح أن اسمها يعود إلى بني عبس «بطن من قبيلة لخم التي سكنت إلى الشرق من مدينة خانيونس قبل الإسلام».

## التاريخ
كان موقع المدينة مأهولًا بالسكان في العصر الروماني وتحت سيطرة الدولة البيزنطية، إضافة إلى ذلك هناك بعض المواقع الأثرية المرتبطة بالعصر الإسلامي وفترة ما قبل الإسلام مثل ضريح «إبراهيم». .

### الدولة العثمانية
ظهر اسم عبسان في سجلات الضرائب العثمانية لأول مرة عام 1596 على أنها موجودة في ناحية غزة الإدارية في لواء غزة. كان فيها 28 أسرة من السكان، وجميعهم مسلمون، دفعوا ضرائب على القمح والشعير والمحاصيل الصيفية وأشجار الفاكهة والإيرادات العرضية والماعز و/أو خلايا النحل.
في عام 1886، وُصفت عبسان الكبيرة بأنها قرية صغيرة مزدهرة مبنية من الحجر. حُفرت أربع قواعد قديمة من الرخام الأبيض في موقع القرية، وبقيت ثلاثة.

### الانتداب البريطاني
في تعداد فلسطين عام 1922 الذي أجرته سلطات الانتداب البريطاني، كان عدد سكان عبسان (على الأرجح كل من عبسان الكبيرة وعبسان الصغيرة) الواقع في منطقة غزة 695 نسمة وجميعهم من المسلمين،  ارتفع في تعداد عام 1931 إلى 1,144 نسمة، وجميعهم من المسلمين يسكنون 186 بيتًا.
في تعداد عام 1945، كانت عبسان الكبيرة والصغيرة لا يزالان محسوبين معًا، وكان عدد سكانهما 2,230 نسمة، وجميعهم من المسلمين، بلغت مساحة الأراضي 16,084 دونمًا، وفقًا لمسح رسمي للأراضي والسكان. منها 92 دونمًا للزراعة والأراضي الصالحة للري، و 15,616 للحبوب، في حين كانت قدرت مساحة البناء 69 دونمًا.

### حرب 1948 والإدارة المصرية
بعد حرب 1948، صارت عبسان تحت سيطرة السلطات المصرية.
اشتكت مصر إلى لجنة الهدنة من أن القوات العسكرية الإسرائيلية قصفت في 7 و 14 أكتوبر 1950 قريتي عبسان الكبيرة وبيت حانون العربيتين في الأراضي الخاضعة للسيطرة المصرية في قطاع غزة. وتسبب هذا العمل في مقتل سبعة وجرح عشرين مدنيًا.

## الجغرافيا
تقع بلدة عبسان الكبيرة في جنوب شرق قطاع غزة وفي الناحية الشرقية لمحافظة خانيونس تتبع إداريا المحافظة ذاتها وتقع على حدود الخط الأخضر لعام 1948 على احداثي محلي شمالي (79.80 م) وخط احداثي محلي شرقي (89.08 م) وترتفع عن سطح البحر (78 م).
تبلغ مساحة عبسان الكبيرة حوالي (19,000 دونم) ومساحة نفوذها (7025 دونم) أما المساحات العمرانية في البلدة فهي (6000 دونم) أي ما يعادل (4039 وحدة)
يحد بلدة عبسان الكبيرة من الشمال الخط الأخضر (خط الهدنة) ومن الشمال الغربي بلدة عبسان الجديدة ومن الغرب بلدة بني سهيلا ومن الجنوب الغربي بلدة خان يونس «قاع القرين» ومن الجنوب منطقة الفخاري ومن الجنوب الشرقي الخط الأخضر (خط الهدنة) ومن الشرق بلدة خزاعة.
ترتفع بلدة عبسان الكبيرة عن مستوى سطح البحر (80 م) وتنحدر أراضيها من الشمال إلى الجنوب أي من (96 م) إلى (70 م) وهي خالية من أي جبال أو أودية أو أي مظاهر تضاريسية أخرى وتعتبر أراضيها أراضي مستوية.
أحياء عبسان:
حي قديح، حي الشواف، حي أبو صلاح، حي أبو دراز، حي مصبح، حي أبو طير، حي أبو عامر، حي طبش، حي أبو حمد، حي أبودقة، حي أبو طعيمة، حي أبو فسيفس، حي أبو مطلق، حي أبو ظريفة، حي أبو يوسف، وحي أبو صبحه، وحي أبو عودة، وحي قبلان.

## السكان
بلغ عدد سكانها عام 1945 م حوالي (2230 نسمة) وبلغ عدد سكانها عام 1967 م بعد الاحتلال حوالي (3730 نسمة) لقرية عبسان الكبيرة، ويقدر عدد عبسان في عام 1982 م حوالي (8000 نسمة).وتضاعف هذا العدد في العام1997 إلى (13362 نسمة) وذلك حسب تعداد السكان والمساكن والمنشآت في الــعام المذكور، وتزايد عدد السكان في عبسان الكبيرة في العام 2004 إلى (17862 نسمة) وبحسب تقديرات الجهاز المركزي للإحصاء، فإن عدد سكان البلدة وصل في العام 2005 إلى (19344 نسمة) وقد تعدى عدد السكان في هذا العام 2006 (21000 نسمة).
بلغ عدد الأسر في بلدة عبسان الكبيرة سنة 2006 حوالي 3500 أسرة.

## البنية التحتية

### التعليم
توزيع مدارس تجمع عبسان الكبيرة في محافظة خانيونس حسب المرحلة وجنس المدرسة والجهة المشرفة في العام الدراسي 2005/2006
| المرحلة | جنس المدرسة | مجموع | الجهة المشرفة | الجهة المشرفة | الجهة المشرفة |
| ------- | ----------- | ----- | ------------- | ------------- | ------------- |
|         |             |       | حكومة         | وكالة         | خاصة          |
| مجموع   | مجموع       | 14    | 11            | 3             | -             |
| مجموع   | ذكور        | 6     | 6             | -             | -             |
| مجموع   | إناث        | 5     | 5             | -             | -             |
| مجموع   | مختلطة      | 3     | -             | 3             | -             |
| أساسية  | مجموع       | 11    | 8             | 3             | -             |
| أساسية  | ذكور        | 4     | 4             | -             | -             |
| أساسية  | إناث        | 4     | 4             | -             | -             |
| أساسية  | مختلطة      | 3     | -             | 3             | -             |
| ثانوية* | مجموع       | 3     | 3             | -             | -             |
| ثانوية* | ذكور        | 2     | 2             | -             | -             |
| ثانوية* | إناث        | 1     | 1             | -             | -             |
| ثانوية* | مختلطة      | -     | -             | -             | -             |

الإشارة (-) تعني لا يوجد.
(*): تشمل المدارس التي فيها مرحلة أساسية وثانوية معاً أو مرحلة ثانوية فقط.
توزيع الطلبة في مدارس تجمع عبسان الكبيرة في محافظة خانيونس حسب المرحلة والجنس والجهة المشرفة في العام الدراسي 2005/2006
| المرحلة | الجنس | مجموع  | الجهة المشرفة | الجهة المشرفة | الجهة المشرفة |
| ------- | ----- | ------ | ------------- | ------------- | ------------- |
|         |       |        | حكومة         | وكالة         | خاصة          |
| مجموع   | مجموع | 10,897 | 7,934         | 2,963         | -             |
| مجموع   | ذكور  | 5,346  | 4,175         | 1,171         | -             |
| مجموع   | إناث  | 5,551  | 3,759         | 1,792         | -             |
| أساسية  | مجموع | 9,014  | 6,051         | 2,963         | -             |
| أساسية  | ذكور  | 4,342  | 3,171         | 1,171         | -             |
| أساسية  | إناث  | 4,672  | 2,880         | 1,792         | -             |
| ثانوية  | مجموع | 1,883  | 1,883         | -             | -             |
| ثانوية  | ذكور  | 1,004  | 1,004         | -             | -             |
| ثانوية  | إناث  | 879    | 879           | -             | -             |

الإشارة (-) تعني لا يوجد.
توزيع العاملين في مدارس تجمع عبسان الكبيرة في محافظة خانيونس
حسب الوظيفة والجنس في العام الدراسي 2005/2006
| الوظيفة   | مجموع | الجنس | الجنس |
| --------- | ----- | ----- | ----- |
|           |       | ذكور  | إناث  |
| مجموع     | 426   | 230   | 196   |
| الإداريون | 36    | 20    | 16    |
| المعلمون  | 359   | 185   | 174   |
| الفنيون   | 6     | 4     | 2     |
| الاذنة    | 25    | 21    | 4     |

المصدر: الجهاز المركزي للإحصاء الفلسطيني، 2006. قاعدة بيانات التشكيلات المدرسية للعام الدراسي 2005/2006- وزارة التربية والتعليم العالي. رام الله - فلسطين. (بيانات أولية وغير منشورة).
ظل النشاط الاقتصادي لسكان البلدة حتى العام 1994 يعتمد على كل من العمل داخل الخط الأخضر والزراعة بالدرجة الأولى، ولكن مع عودة السلطة الوطنية الفلسطينية، أخذ النشاط الاقتصادي مَنْحاً جديداً، تمثل في الالتحاق بالوظائف الحكومية في المقام الأول.
ومع بداية انتفاضة الأقصى في العام 2000 وبسبب سياسة الحصار، والإغلاق المتكرر من قبل قوات الاحتلال الإسرائيلي تراجع سوق العمل داخل الخط الأخضر إلى المرتبة الأخيرة، مما زاد من أعداد العاطلين عن العمل، وبالتالي زيادة معاناة المواطنين لعدم توفر فرص عمل كافية داخل مناطق السلطة الوطنية الفلسطينية.

### الاقتصاد
بقي العمل داخل الخط الأخضر حتى العام 1994 أهم الأنشطة الاقتصادية لأبناء البلدة، ومن أهم مقومات الدخل، حيث كان يتوجه المئات من أبناء البلدة «العمال» إلى هناك للعمل في قطاعات: البناء، الزراعة، الصناعة، التجارة، …إلخ، وكان لارتفاع أجرة العمل داخل الخط الأخضر سبباً رئيساً في تشجيع الكثير منهم للعمل هناك ولكن منذ العام 1994، وبسبب سياسات الاحتلال الإسرائيلي: الحصار والإغلاق، تراجع هذا النشاط منذ ذلك الحين إلى المرتبة الأخيرة، وأضحى أكثر من (1600 عامل) عاطل عن العمل، مما رفع من معدلات الفقر في البلدة، وتزداد أوضاع هؤلاء العمال سوءًا يوماً بعد يوم بسبب عجز الاقتصاد الوطني وسوق العمل في مناطق السلطة الفلسطينية عن استيعابهم، كذلك الوضع بالنسبة للقطاعات الأخرى، وخاصة قطاع الزراعة الذي تعرض لأضرار كثيرة، حيث جُرِّفَت الأراضي الزراعية ودمرت الدفيئات، وتعرض هذا القطاع إلى كافة صور القمع والتخريب والتدمير.
ويتطلع هؤلاء العمال العاطلين عن العمل إلى عودة الهدوء مرة أخرى ليتمكنوا من العودة إلى أعمالهم، أو حتى العودة إلى أراضيهم المدمرة لتأمين لقمة العيش لأبنائهم.
كان لعودة السلطة الوطنية الفلسطينية، فرصةً للكثير من أبناء البلدة، وعلى وجه التحديد للخريجين، والشباب، للالتحاق بالوظائف الحكومية المدنية والعسكرية، وتقلد العديد من أبناء البلدة وظائف مرموقة في الوزارات والهيئات، والمؤسسات الحكومية، والأجهزة الأمنية، وبلغ إجمالي عدد الموظفين في البلدة عام 2005 م حوالي (1300 موظف وموظفة) ويحتل هذا القطاع المركز الأول ضمن الأنشطة الاقتصادية لأبناء البلدة.

#### الزراعة
يعد القطاع الزراعي من أقدم القطاعات الاقتصادية في البلدة، حيث اعتمد عليه معظم السكان بشكل أساسي كمصدر للدخل، ولسد حاجاتهم اليومية من الغذاء فقد بلغت مساحة الأراضي الزراعية البعلية (8300 دونم) مع مطلع الثمانينات، ثم شهدت البلدة نمطاً آخراً من الزراعة، وهي الزراعة الحديثة، التي تعتمد على الري من المياه المستخرجة من الآبار الـ (17) الموجودة في البلدة، حيث بلغت مساحة الأراضي الزراعية المروية (1500 دونم). درت هذه المحاصيل دخلاً مرتفعاً على المزارعين، لتصديرها إلى الأسواق الإسرائيلية بالدرجة الأولى وأسواق الضفة الغربية بالدرجة الثانية، ومنذ منتصف الثمانينات، شهد القطاع الزراعي في البلدة تـحولاً آخراً، وذلك باعتماد الدفيئات الزراعية (الحمامات البلاستيكية)، لزراعة محاصيل البندورة، الخيار، والزهور، وبلغت مساحة هذه الدفيئات (1000 دونم) ووجود برك من الباطون والنايلون لتسهيل عمليات الري وهي تقدر بـ 30 بركة باطون و 60 بركة نايلون موزعة في البلدة واشتهرت هذه البلدة بزراعة أشجار الحمضيات والزيتون حيث بلغ عدد أشجار الزيتون المزروعة إلى 10000 شجرة وعدد أشجار الحمضيات إلى 5000 شجرة (بيتية).
ويعكس التوسع الذي شهدته البلدة في زراعة الدفيئات الزراعية، حالة الانتعاش الاقتصادي الذي شهده قطاع الزراعة في تلك الفترة، لكن منذ العام 1994 وبسبب سياسات الحصار، والإغلاق المتكرر الذي فرضته قوات الاحتلال الإسرائيلي على مناطق السلطة الوطنية الفلسطينية، ومنعت بموجبه وصول المحاصيل الزراعية إلى الأسواق الخارجية، والسوق الإسرائيلية على وجه التحديد، بدأ هذا القطاع بالتراجع بشكل مضطرد، بل يمكن القول بأنه أصبح عبئاً على المزارعين، حيث اضطر الكثيرون منهم لترك مزارعهم، وازداد الأمر سوءاً بإقدام قوات الاحتلال في مطلع عام 2001 على تدمير وتجريف المئات من الدونمات الزراعية بما فيها الدفيئات وقد باقتلاع الآلاف من الأشجار المثمرة، شرق البلدة وشمالها، لمحاذاتها للخط الأخضر 1948.

#### الصناعة
تقتصر الصناعات في البلدة، على الصناعات الخفيفة حالها حال الصناعة في قطاع غزة عامةً وتتمثل فيما يلي: -
· الصناعات المعدنية: يوجد عدد 4 ورش حدادة لصناعة الأبواب والشبابيك والحمايات.
· الصناعات الخشبية: يوجد في البلدة 5 مناجر، التي تقوم بصناعة الأثاث المكتبي والأثاث المنزلي وصناعة الأبواب الخشبية.
· صناعة مواد البناء: يوجد في البلدة، 6 مصانع للطوب الأسمنتي حيث يعمل على تصنيع الطوب المستخدم في البناء، بالإضافة لوجود معمل للمزايكو، والقلل ومصنع تشكيل الرخام.

#### التجارة
تتمثل التجارة في البلدة في (البقالات، المطاعم، الأدوات المنزلية، الخدمات الطبية، صالونات حلاقة، محلات ملابس، … إلخ) حيث يبلغ عدد المنشآت التجارية ما يقارب (271 منشأة)، ولا يعكس هذا العدد ازدهار القطاع التجاري في البلدة بقدر ما يعكس ارتفاع معدلات البطالة في السنوات الأخيرة بشكل مضطرد، حيث اضطر الكثير من العمال العاطلين عن العمل إلى فتح بقالات، لا يزيد رأس مال الكثير منها عن (500$)، ويبين الجدول الآتي توزيع المنشآت التجارية نوعاً وعدداً.

### الصحة
1-مستشفى الكرامة «العسكري»
2-عيادة عبسان المركزية
3-عيادة أبو دقة الفخاري
4-الهلال الأحمر عبسان
5-الهلال الأحمر منطقة أبو طعيمة
6-جمعية التوبة الخيرية
7-عيادة خاصة عدد 5 متنوعة
8-صيدليات أدوية وخدمات صحية عدد 5

### المباني الدينية
اهتم سكان البلدة اهتماماً كبيراً بالمساجد، وزاد اهتمامهم بها في السنوات العشر الأخيرة، التي شهدت بناء 18 مسجد، بني اخرها مسجد (سلمان أبوحمد) في رمضان ٢٠٢٣، وذلك من تبرعات أهل الخير، سواء من أبناء البلدة في الداخل أو أبنائها في الخارج.
يعد مسجد (أبو بكر الصديق) من أقدم مساجد البلدة، وتشرف وزارة الأوقاف والشئون الدينية على أغلب هذه المساجد، من إيفاد الخطباء، أو عقد دروس دينية لزيادة الوعي الديني لدى جميع فئات أبناء البلدة، كما يتواجد في هذه المساجد مراكز لتحفيظ القرآن الكريم، وتلقى فيها دروس للوعظ والإرشاد والفقه وعلوم القرآن … وخاصة للنساء لزيادة معرفتهن بدينهن الحنيف ومدى تكريم الإسلام لهن وحفظه لحقوقهن، وتقوم على بعض هذه الدروس بنات البلدة اللواتي أنهين تحصيلهن الجامعي.
تبلغ مساحة هذه المساجد مجتمعة حوالي (5600 متر مربع) وتتسع لحوالي (9000 مصلٍ)ويبين الجدول التالي أسماء المساجد في البلدة ومساحتها الكلية، وسنة التأسيس.